# Parafia św. Andrzeja Apostoła w Woli Pierowej
Parafia Świętego Andrzeja Apostoła w Woli Pierowej – parafia rzymskokatolicka, znajdująca się w diecezji włocławskiej, w dekanacie chodeckim.
Funkcję proboszcza od 2021 pełni ks. mgr Sławomir Grzegórski.

## Miejsca kultu
- kościół parafialny: Kościół św. Andrzeja Apostoła w Woli Pierowej